# Hessemydas seyrigi
Hessemydas seyrigi is een vliegensoort uit de familie Mydidae. De wetenschappelijke naam van de soort is, geplaatst in het geslacht Leptomydas, voor het eerst geldig gepubliceerd in 1960 door Séguy.
De soort komt voor in Madagaskar.